# Kính ngữ
Kính ngữ là một danh hiệu thể hiện sự kính trọng hoặc tôn trọng cho vị trí hay cấp bậc khi được dùng trong việc đề cập đến một người nào đó. Đôi khi, kính ngữ được dùng ở khía cạnh đặc trưng khi ám chỉ đến danh hiệu danh dự. Kính ngữ thường dùng kết hợp với các hệ thống kính ngữ trong ngôn ngữ học, mang tính ngữ pháp hoặc các cách hình thái học của việc mã hóa vị thế xã hội tương đối của người nói.
Kính ngữ cũng thường được sử dụng trong việc giao tiếp.
Trong các nền văn hóa khác nhau, định nghĩa về kính ngữ có thể khác nhau, tuy nhiên, chúng thường được coi là một cách thể hiện sự tôn trọng, kính trọng đối với người khác trong quá trình giao tiếp.
Đối với tiếng Việt, kính ngữ được coi là một phần của cấu trúc câu trong giao tiếp. Ví dụ, sử dụng một số kính ngữ đại từ nhân xưng đối với người lớn tuổi tuỳ theo giới tính, độ tuổi và địa vị xã hội như cô, chú, bác, bác sĩ; có kính ngữ ở đầu câu như thưa, gửi, dạ; đảm bảo đầy đủ chủ ngữ, vị ngữ trong câu và trợ từ cuối câu như chữ "ạ". Ngoài ra, kính ngữ còn được thể hiện trong cách tự xưng như cháu, em, con...